# Hedwige Peemans-Poullet
Hedwige Peemans-Poullet, née à Bruxelles en 1933, est une historienne médiéviste et une militante féministe belge. Après une longue bataille et attente pour pouvoir étudier l'histoire à l'université, Hedwige Peemans-Poullet réussit à obtenir un doctorat. Elle devient ensuite une fervente défenseure des droits des femmes et est active dans le mouvement féministe depuis le début des années 1970. Elle a notamment participé aux Cahiers du GRIF, fondé par l'Université des femmes et le Comité de liaison des femmes. Elle est une experte dans le domaine des inégalités entre les sexes en matière de sécurité sociale et défend l'individualisation des droits. 

## Biographie

### Jeunesse
Hedwige Peemans-Poullet est née en 1933 à Bruxelles dans une famille relativement aisée. Son père est militaire de carrière. Son grand-père, Prosper Poullet, a été député catholique de Louvain, proche du Mouvement ouvrier chrétien, plusieurs fois ministre et une fois premier ministre. Sa grand-tante Marie-Elisabeth Belpaire (1853-1948) est très impliquée dans l'éducation des filles. Cependant, elle dit les avoir peu connus et ne pas avoir été influencée par leurs engagements. 
Ses frères fréquentent le Collège Saint-Michel alors qu'elle-même est éduquée à la maison par sa mère, jusqu'à l'âge de neuf ans. Pendant la guerre, son père est fait prisonnier et sa mère va habiter avec ses enfants chez les grands-parents Belpaire où ils bénéficient d'un grand jardin qui leur permet de subsister. Elle fréquente l'école de la Vierge Fidèle jusqu'à ce que, après la guerre, la famille déménage à Liège.  

### Les études d'histoire
Dès l'école secondaire, elle sait qu'elle veut étudier l'histoire et enseigner mais ses parents s'opposent à ce qu'elle fréquente l'université. Elle suit alors toute une série de formations, de la couture à l'anglais en passant par la sténodactylographie... Finalement ses parents l'autorisent à s'inscrire à l'Université de Liège mais en sciences politiques, pas en histoire. Elle raconte que cette période de frustration, entre ses 18 et 28 ans, a provoqué chez elle un sentiment de perte d'identité personnelle et qu'elle en a été très malheureuse. Elle abandonne l'université, retourne vivre à Bruxelles chez ses grands-parents et donne des cours à l’École de la Vierge fidèle. Grâce au soutien de son frère Édouard, elle peut enfin s'inscrire en histoire à l'Université catholique de Louvain. En 1961, à vingt-huit ans, elle se spécialise dans l'histoire du Moyen-Âge, passe une licence en philosophie et lettres et, dès la fin de ses études, devient l'assistante de Léopold Genicot, son directeur de thèse. Elle intervient, comme déléguée du personnel scientifique, dans un conflit concernant la situation des assistants bien qu'elle ne soit pas elle-même directement concernée. Elle est immédiatement licenciée de son poste d'assistante. Ce conflit avec Léopold Genicot compromet ses chances de succès pour sa propre thèse de doctorat. Blessée, elle décide de quitter l'Université en 1972. Avec des assistants qui la soutiennent, elle constitue un groupe pour la démocratisation de l'enseignement et commence à donner des cours d'histoire sociale à la Confédération des syndicats chrétiens (CSC) et à l’Institut supérieur de culture ouvrière (ISCO). Cependant, elle n'abandonne pas sa thèse de doctorat et se démène pour trouver un nouveau directeur de thèse. Elle sollicite Jacques Le Goff qui accepte de l'aider. Elle passe, brillamment, sa thèse de doctorat à Paris X sur le thème "Principes pédagogiques et classes sociales au XIIIe siècle".  

### Carrière professionnelle
Elle travaille, en 1975, au secrétariat de la toute nouvelle Commission du travail des femmes au ministère de l’Emploi et du Travail, composée de représentants des travailleurs et des patrons, ainsi que de l’État. 
Elle entre ensuite à la Mutualité chrétienne pour s'occuper du journal En marche. Elle y reste pendant 21 ans, jusqu'à sa retraite.

### Féminisme
La prise de conscience et l'engagement féministe d'Hedwige Peemans-Poullet date des années 1970 et de sa rencontre avec Françoise Collin dans le Groupe de recherche et d'information féministes à Bruxelles (GRIF). Elle rejoint alors la deuxième vague du  féminisme et participe aux grands événements de l'époque. 
Après la première journée des femmes en Belgique, le 11 novembre 1972, elle est sollicitée, avec Françoise Collin, pour enseigner le mouvement des femmes dans les formations de militantes de la CSC. 

#### Les cahiers du GRIF
Hedwige Peemans-Poullet co-édite les Cahiers du GRIF fondés par Françoise Collin. Jeanne Vercheval, Geneviève Simon, Jacqueline Aubenas, Eliane Bouquey, Marie-Thérèse Cuvelliez, Marthe Van de Meulebroeck, Marie Denis et Suzanne Van Rokeghem font partie de l'équipe de rédaction. En raison de son expertise, elle est responsable, notamment du numéro sur la Sécurité sociale. Le GRIF ne réunit que des femmes afin d'échapper à la « médiation masculine » omniprésente. Les féministes du GRIF  travaillent à partir de témoignages, d’analyses et de vécus croisés et partagés, pour communiquer ce qu’elles vivent, avec leurs propres mots, aux autres femmes. 
Le groupe se scinde en 1978, au bout de cinq ans. Une partie de l'équipe crée le magazine Voyelles qui sera publié durant trois ans. Hedwige Peemans-Poullet rallie l'équipe GRIF-Université des femmes qui, elle-même, se scinde rapidement à la suite d'un conflit en Ateliers du Grif avec Françoise Collin d'une part et Université des femmes avec Hedwige Peemans-Poullet d'autre part,.  

#### Université des femmes
Avec l'Université des femmes, constituée en 1982, Hedwige Peemans-Poullet veut nourrir le mouvement féministe d’une pensée construite à partir de recherches et d’études de niveau scientifique. Elle met à profit son expérience de l'éducation permanente des adultes acquise à la Confédération de syndicats chrétiens pour établir un programme de formation sous forme de conférences-débats qui mettent en contact les militants de terrain et les chercheur.se.s. D'abord ce sont des thèmes annuels débattus le jeudi soir dans les locaux de l’école Parallax, place Quételet à Saint-Josse-ten-Noode, et qui sont parfois publiés dans la revue de l’association, Chronique féministe. Par la suite, les formations s'inscrivent dans une durée plus longue et Hedwige Peemans-Poullet essaie - sans succès - de leur faire obtenir une reconnaissance académique. Il faudra attendre  l’année académique 2017-2018 pour voir l'ouverture d’un master en études de genre interuniversitaire en Belgique. De nombreux sujets sont traités : le travail, la santé, l’éducation, les droits, les loisirs, l’avortement, la pornographie, les sciences, le développement durable, la gestation pour autrui, le féminisme des pays de l’Est, des pays nordiques ...  L'Université des femmes décerne chaque année un prix à des travaux de fin d’études concernant les femmes et intégrant les outils féministes d’analyse. 
Par la suite, Hedwige Peemans-Poullet fonde le Comité de Liaison des Femmes en 1986, en réaction aux menaces qui planent sur les chômeuses. Le Comité de Liaison des Femmes « se veut un groupe de pression, qui se prononce et agit dans tous les domaines qui nécessitent une meilleure prise en compte des intérêts de femmes. C’est un lieu de débats et de concertation, porteur de la parole des femmes qui le composent. ». Elle en est la présidente durant plus de dix ans. 
Elle devient une experte dans le domaine des inégalités entre les sexes en matière de sécurité sociale et rédige de nombreuses publications dans ce domaine. C'est donc à elle que le ministère de la Prévoyance sociale fait appel en 1987 pour organiser un colloque sur l'individualisation des droits en matière de sécurité sociale puis pour réaliser des études sur ce sujet. L'individualisation des droits, notamment en matière de pensions, est le cheval de bataille d'Hedwige Peemans-Poullet.  
Elle participe également au Conseil de l’Égalité des chances entre hommes et femmes, un organe consultatif fédéral créé en 1993. En 2021, elle fait toujours partie du Bureau. Elle représente aussi Vie féminine au Comité consultatif pour le secteur des pensions (actuellement Conseil consultatif fédéral des aînés). 
Son militantisme ardent et son soutien dans les domaines liés au genre en général ont contribué à une plus grande visibilité des inégalités persistantes entre les femmes et les hommes. Elle est retraitée depuis 1998 mais continue à analyser tout ce qui a un impact discriminant pour les travailleuses et les femmes en général.
En 2011, Hedwige Peemans-Poullet fait partie des 100 femmes exceptionnelles honorées au Sénat belge pour la célébration de la centième édition de la Journée internationale de la femme. 

## Publications
- Hedwige Peemans-Poullet, Un bon mari ou un bon salaire ? Féminisme en sécurité sociale, une si longue marche, Bruxelles, Université des femmes, 2010.
- Hedwige Peemans-Poullet (dir.) La démocratie à l’épreuve du féminisme : actes du colloque, Bruxelles, 13 et 14 mars 1998, Bruxelles, Université des femmes, 1998  (ISBN 978-2-87288-008-9).
- Hedwige Peemans-Poullet, Christine Seghin (collab.), Luisa Soriano (collab.), Femmes en Belgique, XIXe – XXe siècles, Bruxelles, Université des femmes, 1991   (ISBN 978-2-87288-001-0).
- Hedwige Peemans-Poullet (dir.) Partage des responsabilités professionnelles, familiales et sociales, Luxembourg, Office des publications officielles des Communautés européennes, 1984.
- Hedwige Peemans-Poullet, Créer des emplois, c'est possible..., Bruxelles, Alliance nationale des mutualités chrétiennes, 1996.
- Hedwige Peemans-Poullet (dir.), Ann Carton, Jo De Leeuw (dir.), Hugo Gijsels, Jo De Leeuw, L'Extrême droite contre les femmes, Bruxelles, Luc Pire, 1995   (ISBN 978-2-930088-13-6).
- Hedwige Peemans-Poullet  (dir.) Familles ... attachantes ? Bruxelles, Université des femmes, 2005.
- Hedwige Peemans-Poullet, Marie-Élisabeth Belpaire (1853-1948),  Un aspect flamand du "féminisme chrétien", Vies de femmes n° 8, Université des femmes, 2022.